# Germaine de Staël

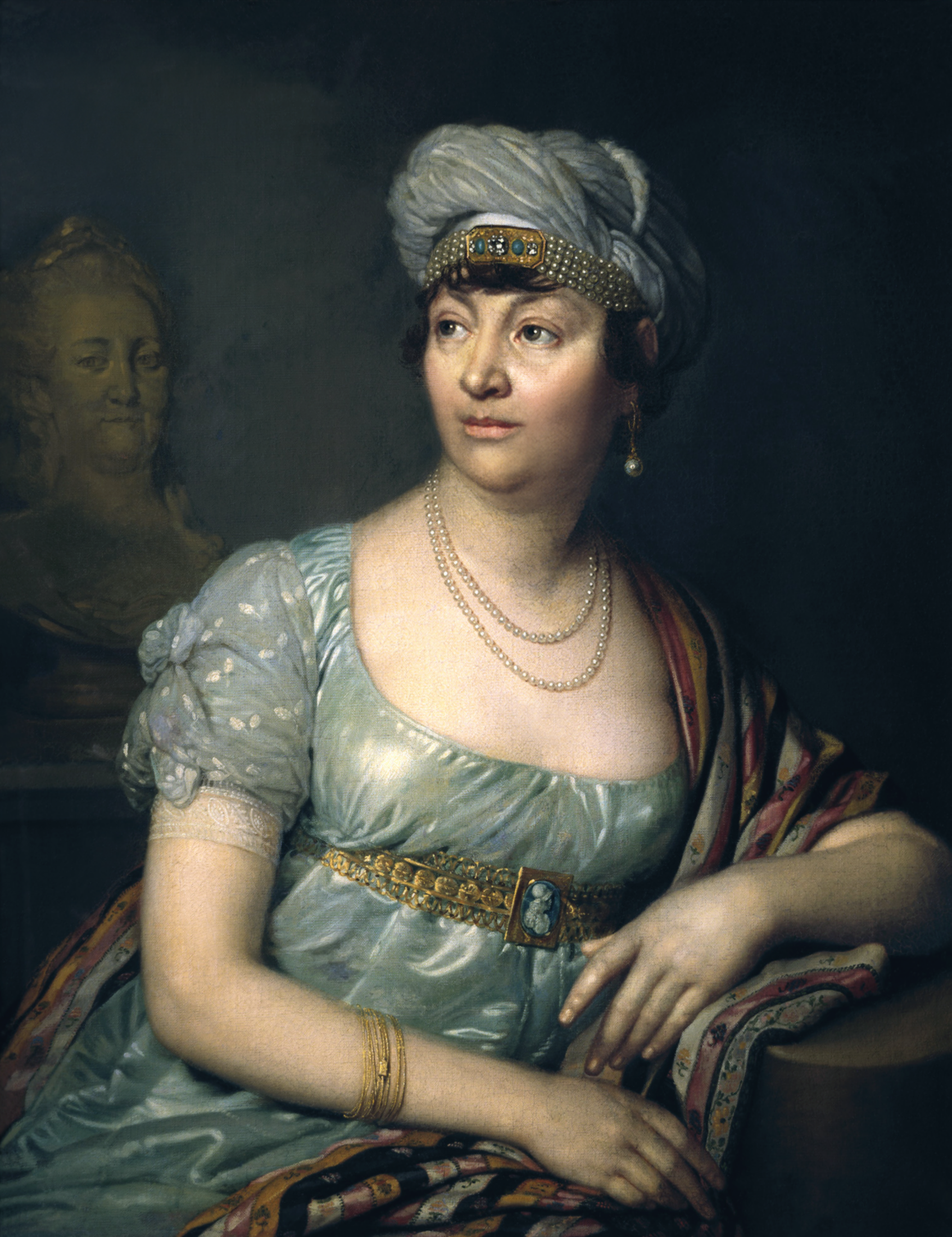
Madame de Staël

Baronka Anne Louise Germaine de Staël-Holstein, rozená Neckerová, obvykle nazývaná Madame de Staël, (22. duben 1766, Paříž – 14. červenec 1817, Paříž) byla francouzsko-švýcarská spisovatelka.
Byla dcerou ministra Ludvíka XVI. Jacquese Neckera, provdala se za švédského diplomata a udržovala vztah s politickým filozofem Benjaminem Constantem. Z Paříže se opakovaně uchylovala do exilu, zejména do Švýcarska a Německa, po radikalizaci Francouzské revoluce a znovu po neshodách s Napoleonem.
Věnovala se teoretickým otázkám, jako v eseji De la littérature considérée dans ses rapports avec les institutions sociales (O literatuře posuzované ve vztahu k sociálním institucím), kde popsala determinismus geografického prostředí (srovnání středomořského Homéra se severským Ossianem). V románu Delphine se mimo jiné věnuje otázce postavení ženy, na kterou později naváže George Sandová. K jejím nejvlivnějším dílům patří De l'Allemagne (O Německu), kulturně-intelektuální obraz Německa, který uvedl německou literaturu do francouzského povědomí a významně ovlivnil francouzský romantismus.

## Život

### Mládí
Madame de Staël, jak je nazývána v literatuře, se narodila v Paříži v rodině občana ze Ženevy s německými kořeny Jacquese Neckera. Byl společníkem a zakladatelem banky v Paříži, později úřadoval jako francouzský ministr financí (1777–1781) a předseda vlády a ministr financí v letech 1788–1790.
V salonu její matky, spisovatelky Suzanne Curchodové známé jako Madame Necker pocházející také ze Švýcarska, z rodiny kalvínského faráře, probíhala důležitá jednání, především encyklopedistů. Madame de Staël zde poznala důležité autory pozdního osvícenství a byla ovlivněna jejich myšlenkami. Už jako mladistvá podnikala pokusy psát, ve dvanácti napsala komedii.
Přes svého otce, který byl nejpozději od roku 1768 aktivní na pařížské politické scéně, měla velmi brzy kontakt s politikou. Jako desetiletá byla poprvé na delším pobytu v Anglii.

### Období revoluce
V roce 1786 se provdala za barona Erika Magnuse Staël-Holstein, švédského atašé v Paříži, který požádal o její ruku už osm let předtím. Po sňatku byla uvedena na královský dvůr a společensky profitovala ze svého postavení manželky vyslance, kterým se mezitím její muž stal. V průběhu čtrnáctiletého manželství (rozvedli se v roce 1800) porodila pět dětí. V roce 1787 porodila svoji první dceru Gustavine, která po dvou letech zemřela. Od roku 1788 měla první delší vztah s milencem, hrabětem de Narbonne. Kvůli tomu často žila vzdálena od manžela, buď na cestách nebo v odloučení.
V roce 1788 jí vyšlo první krátké dílo: částečně obdivné a částečně kritické Listy o povaze a dílech Jeana-Jacquese Rousseaua. Napsala též dvě dramata, Sophie aneb tajné city a Jane Gray, publikované byly v 1790. Novela "Zulma" v roce 1794.
V roce 1789 sympatizovala jako hodně liberálních šlechticů a měšťanů s revolucí. Její salon byl místem setkání vlivných revolucionářů. Z větší části bylo znění ústavy vypracované před jejím zrakem. I v dalším období zkoušela ovlivňovat chod věcí, hlavně přes publicistickou činnost a nepřímo přes vlivné muže, například Narbonna, v letech 1790-91 po krátký čas ministra války. V roce 1790 porodila druhé dítě, syna Augusta Louise.
V roce 1792 si držela salon v ulici rue du Bac, kde se setkávala i s liberální šlechtou, například Charlesem Talleyrandem.
Když se revoluce začala kolem roku 1792 radikalizovat a politické špičky, příští disidenti, upadali do smrtelného nebezpečí, zkusila v červenci odvézt královskou rodinu pryč z Paříže, což královna odmítla. Sama Germaine utekla v září na rodičovský zámek Coppet u Ženevy, kde později porodila třetí dítě Alberta. Coppet, který koupil její otec, sloužil stále častěji jako úkryt. Hostila zde i jiné uprchlíky a přijímala návštěvy významných osob, například Chateaubrianda nebo Lorda Byrona.
Krátce po narození syna Augusta odešla na několik týdnů do Anglie. Tam potkala francouzské emigranty, mezi nimi i Talleyranda (jemuž v roce 1796 vybavila povolení vrátit se do Francie) či Narbonna. Začala psát velké politicko-filozofické pojednání O vlivu vášní na štěstí osob a národů. V roce 1796 bylo publikováno. V září 1793 se postavila na stranu Marie-Antoinetty svou brožurou s názvem Úvahy o procesu s královnou.
V roce 1794 poznala v Coppete ženatého ale od ženy odloučeného publicistu a literáta Benjamina Constanta. Měla s ním dlouholetý, bouřlivý vztah, ve kterém mladší Constant byl sice fascinován její genialitou a vitalitou, ale často se též snažil uniknout a osvobodit z jejího vlivu.
Na jaře 1795 publikovala svou první vážnou knižní publikaci. Sbírku různých textů, mezi nimi literárně-teoretický esej o fikci a dvě novely. Rovněž ve Švýcarsku vyšla její brožura Myšlenky o míru adresované M. Pittovi a Francouzům. (Ženeva, 1795)
Po Robespierrovu pádu v červenci 1794 a konci Teroru se vrátila v květnu 1795 spolu s Constantem do Paříže. V roce 1795 se vložila aktivně do politiky. Již od října 1795 byla podezřívána mocnými v Direktoriu, že sympatizuje s povstáním sil věrných králi a byla vykázána z Paříže. Až začátkem roku 1796 se směla vrátit.
Během Direktoria si založila v Paříži oficiálně povolený politický klub "Club de Salme" pojmenován podle paláce Hôtel de Salme, kde se její kroužek scházel. Sdružoval osobnosti s politickou orientací osvícenskou a republikánskou. Hlavním představitelem tohoto klubu byl kromě Germaine de Staël i Benjamin Constant, sám významný politický filozof.

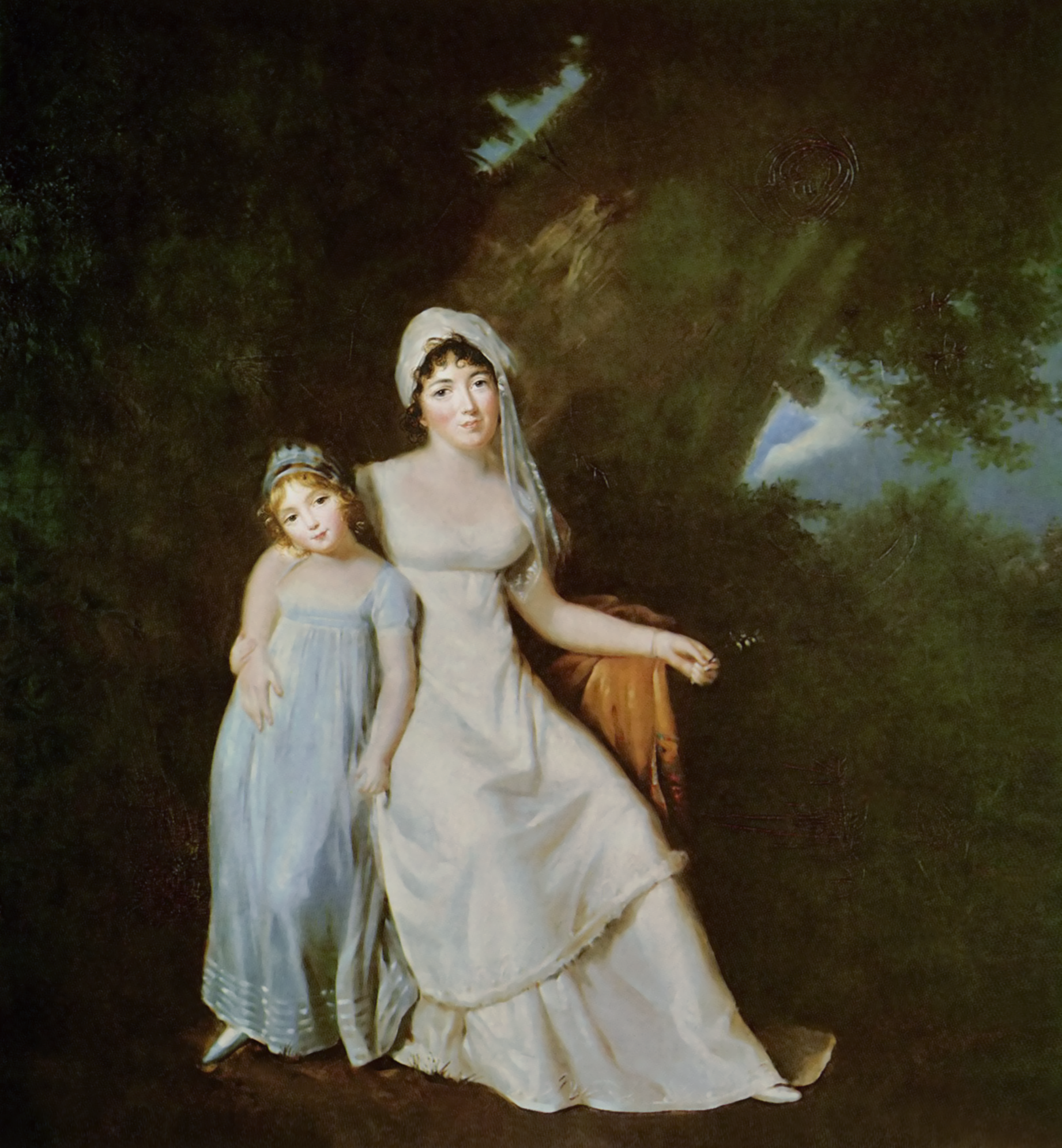
Madame de Stael a dcera Albertine

V roce 1797 porodila v červnu své čtvrté dítě Albertine, jejímž otcem byl velmi pravděpodobně Constant. Koncem roku se poznala s Napoleonem Bonapartem, který se po svém vítězném tažení v Itálii snažil dělat kariéru v politice, a proto ji i s Constantem ze začátku podporoval. Láska mezi nimi ovšem nevzplála, a když se snažila zastavit Napoleona v potlačování povstání ve Švýcarsku, stala se mu definitivně nesympatickou. V roce 1799 po převratu 18. brumairu se ocitla v opozici proti Napoleonovi a jeho nově nastolenému diktátorskému režimu.

### První císařství
Napoleon jí v roce 1803 zakázal pobyt v Paříži a v okruhu 400 mil. Byla však poměrně volná, neboť ve Paříži se vždy mohla uchýlit na švédskou ambasádu a pokud se věci zhoršovaly, odcestovala na území Švýcarska, které bylo v té době již neutrální. Na zámku Coppet ve Švýcarsku pak znovu soustřeďovala kolem sebe společnost osobností stejného či podobného smýšlení, hostila emigranty, tentokrát protibonapartovské, a literáty.
V roce 1800 se úředně rozvedla s baronem Staël-Holstein. Během Napoleonova Stodenního císařství se do Paříže vůbec nevrátila. Od roku 1814 si ještě několikrát otevřela salony v Paříži a Coppete, ale do politiky významně nezasáhla. Jejím posledním manželem byl mladý důstojník John Rocca. Zemřela v roce 1817. Její socha je jednou ze 146 soch umístěných na fasádě budovy Hôtel de ville de Paris.

## Dílo
Její romány a poezie inspirovaly vznik romantické literatury. Ohlasy jejího díla jsou znatelné u lorda Byrona, Waltera Scotta, Shelleyho a Chateaubrianda. Ačkoli její próza přestala být čtena po doznění romantismu, její literárně-kritické, historické a politické eseje a memoáry si zachovaly oblíbenost. Hlavní postavy jejích novel a románů byly ženy, Germaine zobrazovala jejich citový života snahu realizovat se v pro ně těžkých a složitých sociálních vztazích. Její tvorbou se inspirovala a v podstatě na ni přímo navázala George Sandová.

## Obraz v umění
- 1996 - Zdeňka Psůtková: Noc v Čechách. Epizoda ze života spisovatelky madame de Staël, dramaturgie Jarmila Konrádová, režie Markéta Jahodová, hráli: Jana Hlaváčová, Luděk Munzar, Ivan Trojan, Pavel Pípal, Jan Teplý a Rudolf Kvíz. Český rozhlas 1996.[2]